# Schaaktrainer
Nederland heeft een structuur van drie erkende soorten schaaktrainers. Deze personen hebben een schaaktrainersopleiding genoten bij de Koninklijke Nederlandse Schaakbond (K.N.S.B.) erkend door het NOC*NSF.
- Schaaktrainer 1 (stap 1)
- Schaaktrainer 2 (stap 2 en 3)
- Schaaktrainer 3 (stap 4 en 5)